# Einar Karlsson (calciatore)
Einar Karlsson (1º agosto 1909 – 23 ottobre 1967) è stato un calciatore svedese, di ruolo attaccante.